# Клешня (остров)
Клешня — песчаный необитаемый остров в море Лаптевых, относится к группе островов Петра. Расположен в 17 км от материка и отделён от него проливом Мод. Остров напоминает по форме клешню краба. Длина составляет около 6 км. Административно входит в состав Красноярского края.
Описан Харитоном Лаптевым.

## Топографические карты
- Лист карты T-49-XXXIV,XXXV,XXXVI устье р. Неизвестная. Масштаб: 1 : 200 000. Издание 1987 г.